# Kikuta Kazuo

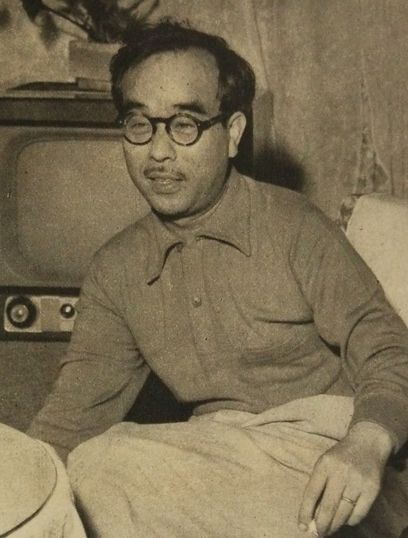
Kikuta Kazuo, 1954

Kikuta Kazuo (japanisch 菊田 一夫; * 1. März 1908 in Yokohama, Präfektur Kanagawa; † 4. April 1973) war ein japanischer Schauspieler und Dramatiker.

## Leben
Kikuta Kazuos Eltern Kikutas ließen sich kurz nach seiner Geburt scheiden, sodass er von Kikuta Kichisaburō adoptiert wurde und dessen Familiennamen annahm. Zunächst schrieb er kurze Komödien für die kleinen Theater im Stadtteil Asakusa in Tokio. Sein erster Erfolg im Alter von 22 Jahren war eine Parodie auf den Kabuki-Klassiker „Kanadehon Chūshingura“ (仮名手本忠臣蔵), dem die Geschichte der 47 Rōnin zugrunde liegt. Er nannte sein Stück, in dem Enomoto Ken’ichi die Hauptrolle spielte, „Akō gishi meimei den“ (赤穂義士命名殿). Kikutas Erfolge nahmen in den 30er Jahren und während des Zweiten Weltkriegs zu.
Während der Besatzungszeit nach dem Krieg verließ er die Bühne und übernahm 1955 die Leitung der Bühnenabteilung der Tōhō-Filmgesellschaft. Dort gründete er mit Hasegawa Kazuo das Tōhō-Kabuki, um klassische Formen in die gegenwärtige Praxis zu integrieren. Er wurde als Autor von Rundfunkserien wie Kane no naru oka (鐘の鳴る丘, 1947–50), Yama kara kita otoko  (山から来た男) (1945) und Kimi no na wa (君の名は, 1952–54) bekannt. Er verfasste daneben auch populäre Komödien wie Hana saku minato (花咲く港, 1943) und produzierte musikalische Komödien im Stil des Broadway, darunter eine Adaption von My Fair Lady. 1960 erhielt er für das Schauspiel Gametsui yatsu (がめつい奴), das auch verfilmt und als Fernsehserie produziert wurde, den Kikuchi-Kan-Preis.
Seit 1975 wird alljährlich zum Andenken an seine Leistungen der Kikuta-Kazuo-Theaterpreis (菊田一夫演劇賞, Kikuta Kazuo engekishō) verliehen.

## Hörspiele
- 1969: Die Taube Dankuro – Regie: Horst Liepach (Hörspiel – Rundfunk der DDR)